# Qu'est-ce que la littérature?
Qu'est-ce que la littérature? (Wat is literatuur?) is een werk van de Franse schrijver en filosoof Jean-Paul Sartre. In delen gepubliceerd tussen februari en juli 1947 in Les Temps modernes, in 1948 verschenen als tweede deel van de serie Situations, later op de markt gebracht als zelfstandige publicatie. 

## Inhoud
In dit werk beantwoordt Sartre het verwijt dat hij met zijn pleidooi voor een geëngageerd schrijven de literatuur naar beneden haalt.
In feite, zegt Sartre, is alle proza altijd al geëngageerd geweest, maar dat zien we nu niet meer terug in teksten van vroeger. De meningen die schrijvers verkondigden, de argumenten die zij aanvoerden, de strijd die zij aangingen, worden nu als onschadelijk ervaren, of zijn inmiddels gemeengoed geworden. Daardoor zien wij nu alleen nog maar zaken als de stijl, de argumentatie-vorm, et cetera en denken we dat dit was waar het de schrijver om ging. We menen vervolgens middels psychologische interpretaties 'de mens achter de schrijver' te ontdekken in het werk van de dode schrijver. Dat was evenwel hoogstens een onvrijwillig bijproduct, maar dat zien wij nu, terugkijkend, als het belangrijkste. En dat is wat wij ook van levende schrijvers verwachten. Maar levende schrijvers gaan een strijd aan, door hun werk wordt de lezer voor een daadwerkelijke keuze gesteld, want hun strijd is nog wel actueel. Men kan levende schrijvers dus niet zo 'rustig' lezen als schrijvers wier strijd gestreden is. Maar het wordt niet gewaardeerd als schrijvers van nu echt nadenken, dat levert ons niet het esthetische plezier op dat we verwachten. Als ze al nadenken, mag dat niet tot concretere standpunten leiden dan algemene wijsheden als: De mens is goed noch slecht of Er wordt veel geleden in het leven.
Want wat is schrijven volgens Sartre?
Schrijven is handelen, een situatie onthullen, benoemen wat nog niet benoemd is. En, zoals men geacht wordt op de hoogte te zijn van de wet, omdat deze geschreven is, zo kan niemand zeggen dat hij niet op de hoogte is van wat er zich afspeelt in de wereld, wanneer dit eenmaal beschreven is.
Lezen is ook een scheppende activiteit, maar een (door het werk van de schrijver) gedirigeerde schepping. Ieder literair werk is een oproep aan de lezer, of nauwkeuriger gezegd: aan de vrijheid van de lezer. De lezer kiest er vrijwillig voor mee te gaan in het geschrevene. Het boek is geen middel tot een of ander doel; het is zelf, voor de vrijheid van de lezer, het doel. Het biedt zich aan als een te vervullen taak. De schrijver mag zich niet tot de passiviteit van de lezer richten, dus proberen hem emoties op te dringen (al zijn er schrijvers die dit doen). De lezer moet een zekere esthetische afstand hebben.
De schrijver onthult de wereld met al zijn onrechtvaardigheden, de lezer creëert deze. Maar al worden slechte zaken beschreven, het boek zelf moet toch als diepste laag een soort lichtheid hebben. De lezer moet misstanden ervaren als te onderdrukken misstanden. Sartre zegt met zoveel woorden dat we aan de basis van de esthetische imperatief de morele imperatief ontwaren: al zijn literatuur en moraal twee verschillende zaken: au fond de l'impératif esthétique nous discernons l'impératif moral. De lezer ervaart zichzelf als pure vrijheid op het moment van lezen. Het is dan ook eenvoudigweg niet denkbaar, zegt Sartre, dat de lezer van zijn vrijheid geniet terwijl hij een boek leest dat die vrijheid niet verdedigt. De schrijver is een vrij man die zich richt tot vrije mensen. Om te kunnen schrijven is ook staatkundige vrijheid nodig, dat wil zeggen een democratie. Wordt deze laatste bedreigd, dan wordt ook het proza bedreigd. En er kan een moment komen dat de democratie niet langer met de pen verdedigd kan worden: dan moet ook de schrijver de wapens opnemen. Schrijven is vrijheid willen bereiken; ben je eenmaal begonnen te schrijven, waarover ook, dan ben je geëngageerd.
Dan volgt een lange marxistische interpretatie van de Franse literatuur, waarbij vooral de 'burgerlijke' (19e-eeuwse) schrijvers het moeten ontgelden; met hun nadruk op psychologie, aanbidding van eeuwige waarden of andere vormen van escapisme laten ze zien hoe vervreemd ze waren van de 'werkelijkheid'. Het is voor Sartre een dogma dat een schrijver schrijft voor zijn tijdgenoten, en elke schrijver zit opgesloten in de maatschappijvorm waar hij deel van uitmaakt. Daaraan kan hij niet ontsnappen, en daarom, zegt Sartre, moeten we die schrijvers hun vervreemding ook niet euvel duiden. Pas in de klasseloze maatschappij kan er een echte literatuur ontstaan; pas dan schrijft de auteur werkelijk voor iedereen, en niet langer voor een bepaalde klasse. Dan is er geen verschil meer tussen zijn onderwerp en zijn publiek (want het onderwerp van een schrijver is altijd de mens in de wereld); er zal geen verschil meer zijn tussen lyrische subjectiviteit en objectief getuigenis. Voor Sartre verkeert zo'n maatschappij in een permanente revolutie, en de literatuur zou daarbinnen de rol vervullen van een reflexief bewustzijn.
Die klasseloze maatschappij bestaat nog niet, en Sartre beschrijft dan de situatie van de schrijver in 1947, het jaar waarin dit werk geschreven werd. Met de ervaring van de Tweede Wereldoorlog nog vers in het geheugen, is men er zich van bewust dat elk woord een leven kan kosten. De schrijver verbeeldt niet langer de wereld, het gaat er nu om de wereld te veranderen, te verbeteren. Om een zo breed mogelijk publiek te bereiken, met name het proletariaat, moet de schrijver niet aarzelen gebruik te maken van nieuwe communicatiemiddelen als film en radio.